# 248
248 (CCXLVIII) var ett skottår som började en lördag i den julianska kalendern.

## Händelser

### Okänt datum
- En revolt i Moesia, ledd av Pacatianus, en i Syrien, ledd av Iotapianus, krossas av sentorn Decius, på order av kejsar Filip Araben.
- Romerska riket fortsätter att fira staden Roms tusenårsjubileum genom ludi saeculares organiserade av Filip Araben.
- Cyprianus blir biskop av Kartago.
- Origenes skriver ett verk på åtta volymer, där han kritiserar den hedniske författaren Kelsos.

## Avlidna
- Agnes, martyr och helgon
- Himiko, kejsarinna av Japan